# 10361 Bunsen
10361 Bunsen este un asteroid din centura principală de asteroizi.

## Descriere
10361 Bunsen este un asteroid din centura principală de asteroizi. A fost descoperit pe 12 august 1994 la Observatorul La Silla de Eric Walter Elst. El prezintă o orbită caracterizată de o semiaxă mare de 2,29 ua, o excentricitate de 0,12 și o înclinație de 3,6° în raport cu ecliptica.